# Emarginula apolonia
Emarginula apolonia is een slakkensoort uit de familie van de Fissurellidae. De wetenschappelijke naam van de soort werd voor het eerst geldig gepubliceerd in 2015 door Pacaud.